# Loikaemie
Loikaemie je německá kapela, která byla založena v říjnu roku 1994 v německém Plavně. Její počátky se nesly ve znamení úderného a jednoduchého Oi! s klasickými texty o přátelství, alkoholu a životě na ulicích. Díky svému nezaměnitelnému soundu si kapela získala obrovskou oblibu u domácího publika a záhy se stala vlajkovou lodí německé nerasistické skinheadské scény.
Druhá deska z roku 1999 více než potvrdila její ambice a katapultovala kapelu do čela evropské Oi Punkové scény. Skupina získala na téhle desce kompaktní a syrový zvuk, který nezapřel lehké ovlivnění hardcorovou muzikou. Texty se pomalu začínají otáčet i k vážnějším a politickým tématům, ale nechybí ani odlehčené věci, potvrzující, že si kapela zachovává potřebný nadhled.
Loikaemie hrála po celé Evropě. Hit z třetí desky nazvaný „Good night, white pride“ se stal hymnou všech Punks a Skins[zdroj⁠?!], kteří se odmítli smířit s rovnicí skinhead = nacista a pro německé antifašisty představuje Loikaemie kultovní záležitost.

## Sestava
- Thomas – zpěv, kytara
- Eddie – basová kytara
- Paul – bicí

## Diskografie

### EP
- 1995 – Demotape
- 1997 – Oi! That's yer lot
- 1998 – Loikaemie / Smegma split : "Oi! The split!"
- 1998 – Loikaemie / Menace split

### Alba
- 1996-1999 – Ihr für uns und wir für euch
- 2000 – Wir sind die Skins
- 2002 – III
- 2005 – 10 Jahre Power from the Eastside
- 2007 – Loikaemie S/T
- 2024 – Menschen

### DVD
- 2005 – 10 Jahre Power from the Eastside